# Antonia Brico

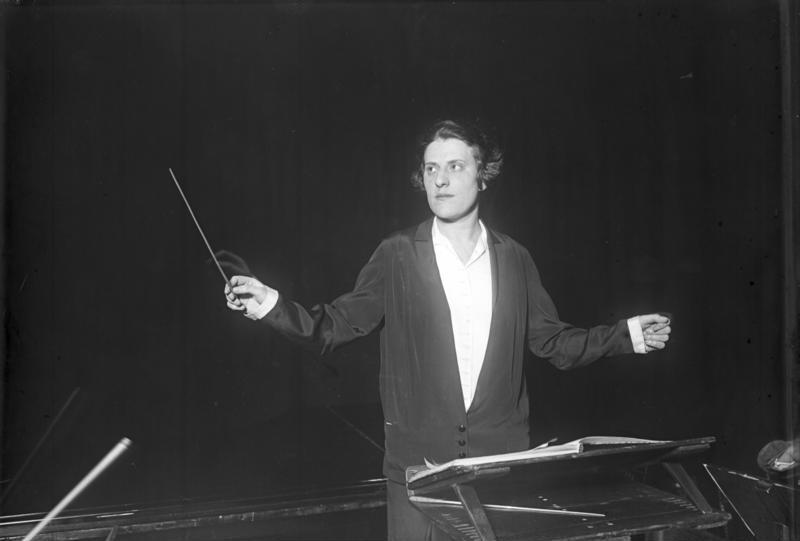
Antonia Brico in der Berliner Philharmonie, Februar 1930.

Antonia Louisa Brico (* 26. Juni 1902 in Rotterdam; † 3. August 1989 in Denver, Colorado) war eine US-amerikanische Dirigentin niederländischer Herkunft.

## Leben
Brico wuchs bei Pflegeeltern auf, mit denen sie im Alter von sechs Jahren aus den Niederlanden nach Oakland/Kalifornien kam. Ab dem zehnten Lebensjahr erhielt sie auf Empfehlung einer Ärztin, die das Kind wegen Hyperaktivität behandelte, Klavierunterricht. Als sie 13 Jahre alt war, erfuhr sie von ihren Eltern, dass sie adoptiert worden war. Als die Eltern erfuhren, dass sie sich an der Musikakademie zum Studium eingeschrieben hatte, warfen sie sie aus dem Haus. In der Folge schlug sie sich als Klavierlehrerin und Pianistin in Jazz-Clubs durch und studierte parallel an der University of California at Berkeley. Zugleich wurde sie an der San Francisco Opera Assistentin des Dirigenten Paul Steindorff, der auch an der Universität tätig war. Nach Abschluss des Studiums nahm sie zwei Jahre lang Klavierunterricht bei Sigismond Stojowski in New York. 1926 ging sie nach Hamburg und wurde, mit einem Empfehlungsschreiben von Leopold Stokowski, fünf Jahre lang Schülerin von Karl Muck – als einzige Frau, die er je als Schüler akzeptierte. Von 1927 bis 1929 studierte sie zusätzlich Dirigieren bei Julius Prüwer an der Hochschule für Musik in Berlin.
Im Februar 1930 debütierte sie als Dirigentin mit den Berliner Philharmonikern. Sie erhielt vorzügliche Kritiken, 1931 folgte ein zweites Konzert. Ihr amerikanisches Debüt gab sie im August 1930 mit dem Los Angeles Philharmonic Orchestra in der Hollywood Bowl vor 30.000 Zuschauern; einen Monat später leitete sie erstmals das San Francisco Symphony Orchestra. Nach einer Konzerttournee durch Deutschland, Lettland und Polen ließ sie sich Ende 1932 in New York nieder. Hier debütierte sie 1933 mit dem Musicians’ Symphony Orchestra an der Metropolitan Opera. Trotz großen Erfolges wurde ihr eine weitere Arbeit mit dem Metropolitan Opera House verweigert, da der Sänger John Charles Thomas sich weigerte, mit einer Frau zu arbeiten, mit der Begründung, sie würde die Aufmerksamkeit von seiner Leistung ablenken. Um Arthur Rubinstein und Bruno Walter von ihren Fähigkeiten zu überzeugen, organisierte sie in New York für eine einzige Probe ein komplettes Ad-hoc-Orchester.
1934 gründete sie die New York Women’s Symphony, ein Frauenorchester, das bis 1939 (zuletzt nach Aufnahme männlicher Musiker unter dem Namen Brico Symphony Orchestra) bestand. 1938 führte sie als Gastdirigentin des New York Philharmonic Orchestra mit großem Erfolg Jean Sibelius’ 1. Sinfonie im Lewisohn Stadium auf. The New York Times schrieb, dass sie mit der Lebendigkeit und Farbigkeit ihrer Lesart („life and color of her readings“) beeindruckte, die sie mit Verve und Intensität („verve and intensity“) ausgedrückt habe, und durchschlagenden Applaus bekam.
Im Juni 1938 verlieh das Mills College in Oakland Antonia Brico den Ehrendoktor der Musik. In den folgenden Wochen hielt sie einen Meisterkurs für Dirigieren am Golden Gate College in San Francisco.
Trotz ihrer Erfolge gelang es Brico nicht, sich als Dirigentin eines großen Orchesters in New York zu etablieren. 1942 ließ sie sich als Klavierlehrerin in Denver nieder. Eine Bewerbung als Dirigentin des Denver Civic Orchestra 1945 schlug jedoch fehl. Ab 1946 gab sie wieder regelmäßig Konzerte in Europa: in Schweden, in den Niederlanden, in Frankfurt am Main (hier dirigierte sie das Sinfonie-Orchester des Hessischen Rundfunks) und mehrfach in Österreich, etwa mit dem Mozarteumorchester am 17. Oktober 1950 im Großen Saal des Mozarteums in Salzburg. Der Solist am Flügel mit Franz Liszts Klavierkonzert Nummer 1 war der „Negerpianist“ (diese Bezeichnung war damals üblich) Gene Gash. Adrian Boult lud sie zur Leitung eines Konzerts des London Philharmonic Orchestra in der Royal Albert Hall ein, und Jean Sibelius übertrug ihr als Dirigentin eine Aufführung seines Gesamtwerkes in Helsinki.
Von 1947 bis 1981 leitete Brico das Denver Businessmen’s Orchestra (ab 1967 Brico Symphony), es war die einzige feste Anstellung als Dirigentin, die sie je erhielt. Hier wirkte sie weitgehend unbeachtet während der 1950er und 1960er Jahre.
Eine größere öffentliche Aufmerksamkeit erlangte sie erst wieder durch den Dokumentarfilm Antonia: A Portrait of the Woman, den die ehemalige Klavierstudentin Bricos und spätere Folk-Sängerin Judy Collins mit Jill Godmilow 1971–1974 über sie produzierte und der für einen Oscar nominiert wurde. Infolge des Films bekam Brico neue Gastengagements bei renommierten Orchestern und konnte an ihre Karriere in den 1930er Jahren anknüpfen. So wurde sie als Gastdirigentin des Brooklyn Philharmonia Orchestra eingeladen und konnte in der Saison 1975–1976 zwei Konzerte beim Mostly Mozart Festival in New York dirigieren, bei denen die einzigen Plattenaufnahmen mit ihr entstanden. Als Gastdirigentin trat sie mit dem National Symphony Orchestra im Kennedy Center, dem Denver Symphony Orchestra, der Seattle Symphony und dem American Symphony Orchestra auf und gab Konzerte in Manila und Halifax.
1977 sagte sie in einem Interview mit der New York Times über den dem Dokumentarfilm folgenden Aufschwung ihrer Karriere:

„Ich dirigiere jetzt so viele Konzerte, wie ich bewältigen kann. Bin ich glücklich? Da ich im Film so elend unglücklich war, als ich nur fünf Konzerte pro Jahr dirigieren konnte? Jetzt bin ich glücklich, ja.“

  1981 zog sie sich von der Tätigkeit als Dirigentin zurück, als Lehrerin war sie jedoch bis zu ihrem Tode aktiv. Sie selbst sagte über sich: 

„Ich bezeichne mich als Dirigenten, der zufällig eine Frau ist. (I call myself a conductor who happens to be a woman.)“

## Filme
1974 wurde der Dokumentarfilm Antonia: A Portrait of the Woman von Judy Collins und Jill Godmilow veröffentlicht, der Brico als Dirigentin in ihrer Proben-Arbeit und Konzerten zeigt und in Interviews mit ihr auch ihre Erlebnisse betreffend der Diskriminierung und den Vorurteilen gegenüber weiblichen Dirigenten thematisiert. Der Film wurde für einen Oscar nominiert, gewann den Independent Film Critics Award und weitere Preise, und wurde 2003 in die Library of Congress’s National Film Registry aufgenommen. Als Folge des Films bekam Brico vermehrt Anerkennung und internationale Engagements als Dirigent.
2018 verfilmte die niederländische Schriftstellerin und Filmregisseurin Maria Peters ihr Buch als Spielfilm unter dem Titel Die Dirigentin, ein Ausschnitt aus Bricos Leben, der in vielen Punkten erheblich von Bricos Biografie abweicht. So erfindet sie z. B. eine Romanze hinzu, Bricos spätere Karriere am Pult renommierter Orchester wird nicht erwähnt, und im Abspann wird Bricos Karriere als Dirigentin auf die Leitung eines New Yorker Frauenorchesters reduziert. Der Film kam am 24. September 2020 unter dem Titel Die Dirigentin (De Dirigent) mit Christanne de Bruijn als Brico in die deutschen Kinos. Die Erstsendung im deutschen Fernsehen war am 3. April 2021 auf NDR.